# Pražské městské brány

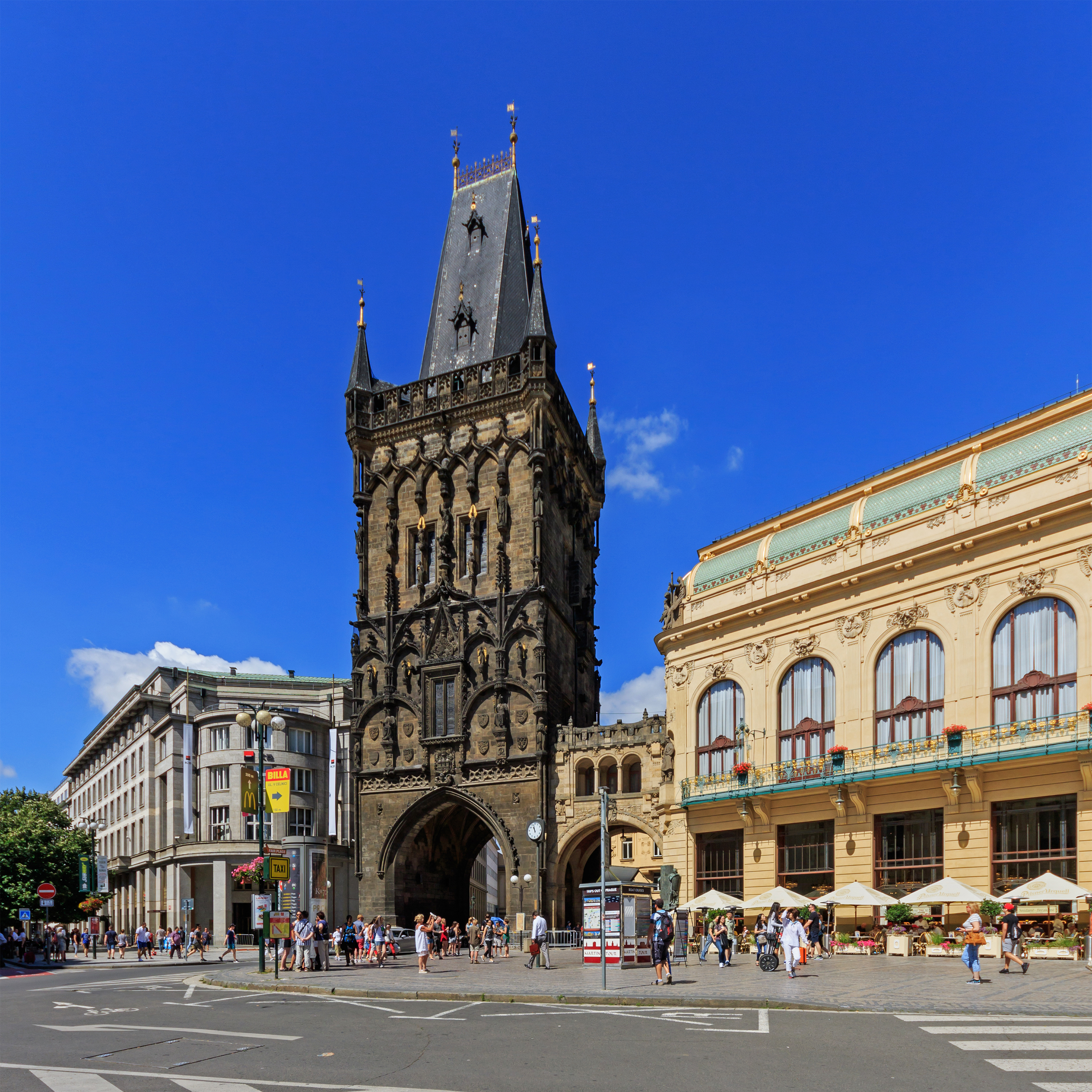
Prašná brána

Pražské městské brány byly budovány jako součást pražského opevnění. Dvě přirozené fortifikace, Pražský hrad a Vyšehrad, byly od počátku budovány jako pevnosti. I jednotlivá sídla na území dnešní Prahy byla od počátku opevněna. Na Malé Straně byla postavena opevněná biskupská rezidence, opevněno bylo také sídlo křižovníků u kostela Panny Marie pod řetězem. Na Starém Městě v sousedství dnešní Prašné brány býval dokonce po určitou dobu královský dvůr, také Ungelt měl charakter opevněného místa. V době baroka byly i některé paláce budovány jako opevněná sídla. Brány zajišťovaly střežený průchod do města a byly důležitým fortifikačním článkem. 

## Historie
Systematické opevňování začalo už za knížete Soběslava I. (1125-1140). Samostatné Staroměstské a malostranské hradby pak vznikly za dob panování Václava I. (1230-1235). 
Opevnění Starého Města bylo dokončeno za vlády Přemysla Otakara II. a Václava II., tedy na konci 13. století. Opravdu gigantickou práci odvedl Karel IV. (1346-1378), který založil a opevnil Nové Město a prodloužil Hladovou zeď až k břehu Vltavy. V čase válek a neklidu utrpělo totiž i opevnění Prahy. Jeho příkopy byly zaneseny bahnem, část zdí se sesula a 24 fortifikačních věží byly ve zchátralém stavu. Karlovi se podařilo během neuvěřitelných pouhých dvou let vybudovat hradby, které ochraňovaly 360 ha prostoru Nového Města. Hradební zeď začínala v místě dnešního Těšnova, přes Národní muzeum až ke Karlovu. Odtud dolů k Botiči a opět nahoru k Vyšehradu. Tím bylo v bezpečí i Staré Město, které mělo Novoměstské před sebou jako nedobytnou pevnost. Podle historika Vladimíra Kupky bylo dílo dokončeno za 575 pracovních dní, od kterých je nutno odečíst 87 slavených svátků a zhruba 80 až 90 dní, kdy se nepracovalo pro nepřízeň počasí. Podle dobových zápisů na stavbě pracovalo 200 zedníků a 300 pomocných dělníků, 150 lamačů kamene a nejméně 100 povozů. Bylo nutno zabudovat 100 tisíc kubíků zdiva, takže vezmeme-li v úvahu veškerý materiál: kámen, vodu, písek, vápennou maltu a další složky, bylo celkem zpracováno asi 5,4 milionů kilogramů materiálu. Denně bylo nezbytné zpracovat 250 kubíků zdiva. Přitom touto trasou probíhaly čtyři mohutné brány. Problémovým místem bylo údolí Botiče. Tady byla postavena hráz, umožňující v případě nouze zatopit celé Nuselské údolí. Hradby pokračovaly k pevnosti Vyšehrad. Ta byla po roce 1360  komplexně přebudována. Novoměstské hradby se zde napojily na původní románské. Na základech románských hradeb vyrostly mohutnější hradby gotické fortifikace, opatřeny vždy po 60 metrech hranolovými věžemi o rozměrech 7,5, x 7,5 metru. Takže jen opevnění Vyšehradu vyžadovalo 13 až 15 věží. Mocná byla věž zvaná Špička, po které zůstaly za Táborskou branou dva původně gotické oblouky. Miniaturní replika této stavby byla předvedena na jubilejní výstavě roku 1891, kde reprezentovala české turisty. Dnes stojí na Petříně a je v něm umístěno zrcadlové bludiště. Originál to ovšem není, ten měl rozměry 27,5 x 17,5 metrů. 

## Brány Malé Strany a Hradčan (na levém břehu Vltavy)

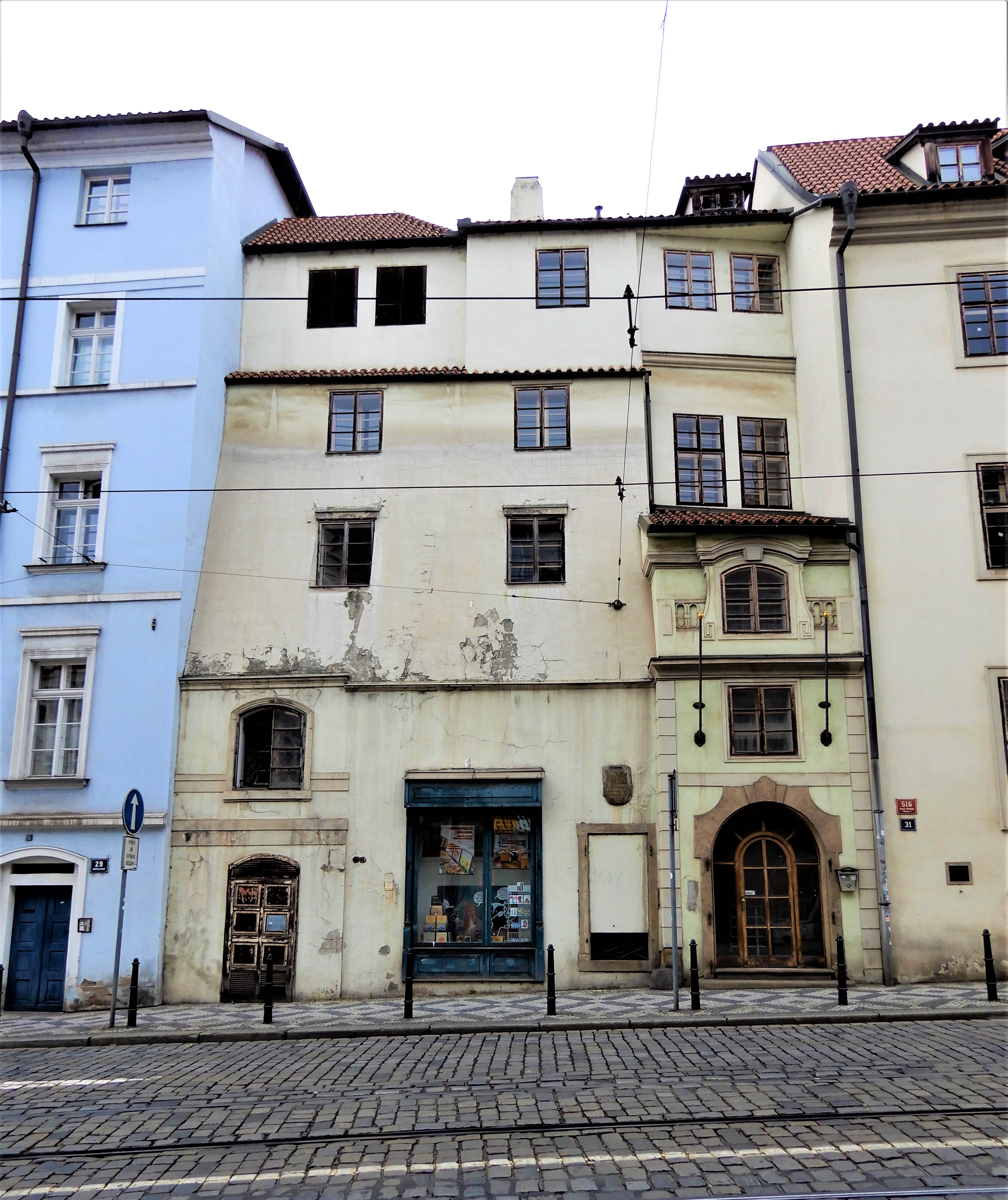
Dům čp. 516/III v Karmelitské ulici č. 31 na místě Staré Újezdské brány

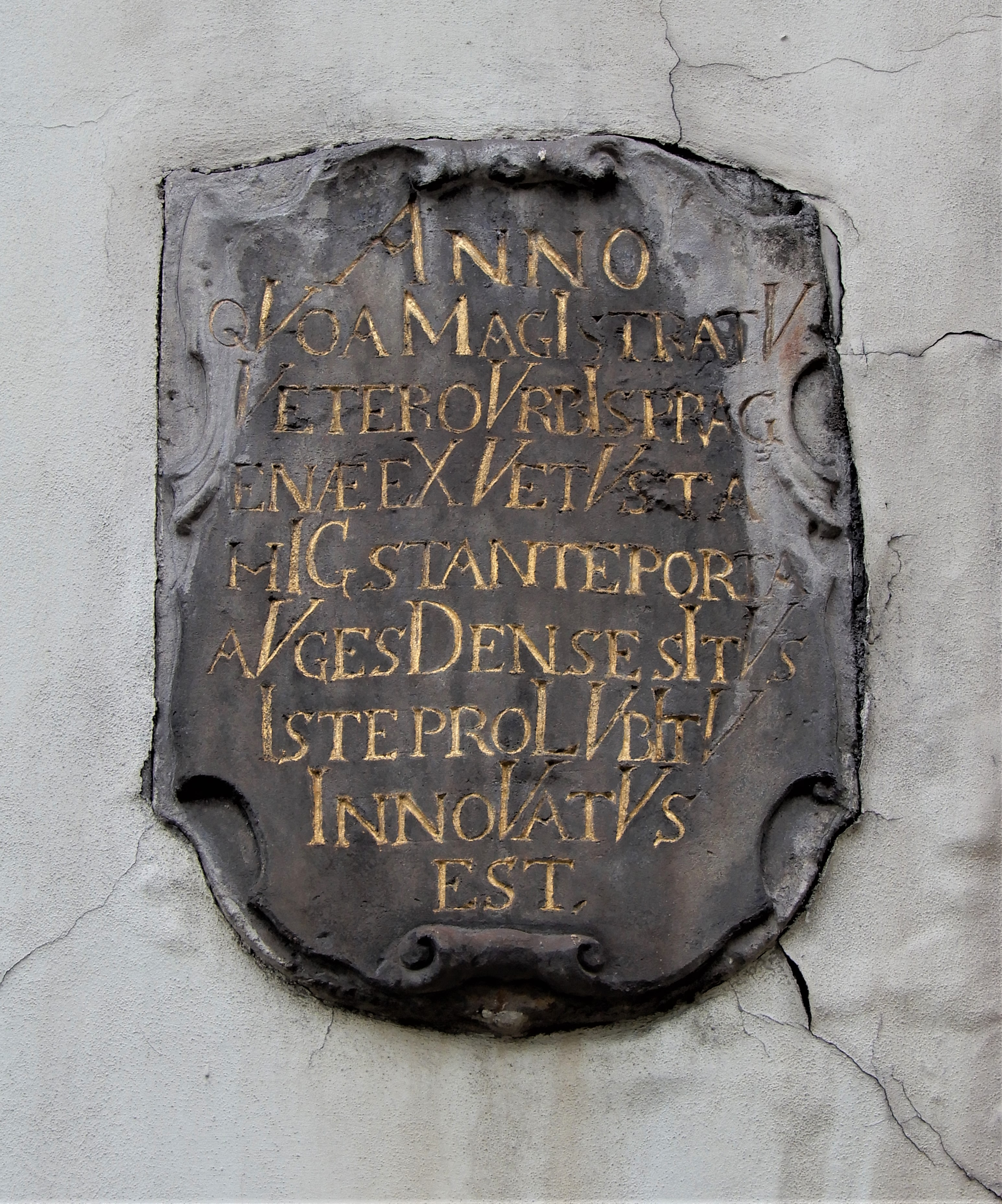
Pamětní nápisová deska opravy Staré Újezdské brány na fasádě domu čp. 516/III, s chronogramem letopočtu 1622

Český král Přemysl Otakar II. se rozhodl postavit pro lepší ochranu svého sídla nové opevnění. Ve 2. polovině 13. století tak na románských základech původního poškozeného opevnění dal zbudovat nové gotické opevnění. Jako důkaz své moci nechal vyměřit čtvercové náměstí a na něm postavit farní kostel sv. Mikuláše. Z náměstí vybíhaly na čtyři strany ulice. Nově založený okrsek spolu s Pražským Hradem ochraňovalo gotické opevnění se čtyřmi branami. Opevnění Malé Strany se Starou újezdskou branou z opukového kvádříkového zdiva bylo přestavováno od roku 1257. Linie jeho zdí byla rekonstruována několika archeologickými výzkumy ve sklepech domů od Maltézského náměstí přes Mosteckou a Karmelitskou ulici po Tržiště, další úsek ve Valdštejnské ulici od Valdštejnského paláce po palác Pálffyovský. Jedna brána měla podobu věže s obydlím branného a stála západně od Malostranského rynku, na severní straně pozdější Karmelitské ulice, při domě čp. 516/III, a to od roku 1257 do roku 1727. Základy zdí objevila při archeologických výzkumech Jarmila Čiháková, která také zrekonstruovala celý průběh malostranského opevnění i dvě fáze jeho středověké výstavby. Brána Mostecká, která chránila přechod přes Vltavu, brána Újezdská směrem na jih, Strahovská chránila západ a Písecká brána sever.

### Újezdská brána
Brána zvaná Újezdská stávala v místě dnešní ulice Karmelitské. Zbudována byla okolo roku 1250 a přestála i stavbu nového opevnění za doby císaře Karla IV. Byla věžovitá, s průjezdem a v horní části byl byt branného. Brána oddělovala Malou Stranu a Smíchov v prodloužení Hladové zdi. Zbořena byla roku 1892.  

### Malostranská mostecká brána
Malostranská brána stojí na levém břehu Vltavy, na malostranském vyústění Karlova mostu. Je z obou stran sevřená mostními věžemi. Je postavena na místě starší, románské brány po roce 1411. Brána se připojuje se na nižší mosteckou věž, jež je zbytkem původního opevnění Pražského mostu z 2. čtvrtiny. 12. století. Nižší věž je tedy starší než původní most zvaný Juditin a chránila starší přechod přes Vltavu. Juditin most byl stržen odcházejícími ledy r. 1342 a byl nahrazen Karlovým mostem. Zevní úprava Malostranské věže je z doby renesanční, z roku 1591. V přístavbě celního domku se skrývá pozdně románský reliéf s trůnícím panovníkem a před ním se sklánějící figurou. Stavba druhé vyšší mostní věže začala v roce 1464 na náklad Jiřího z Poděbrad také na místě starší, románské věže. Na Malostranské bráně jsou vytesány znaky zemí Václava IV. Dnes se touto bránou vstupuje z Karlova mostu na Malou Stranu.

### Bruska či Písecká brána
Bruska či Písecká brána byla postavena Karlem VI. roku 1721 na místě původních dvou bran stejného jména. Jedna z původních bran stávala v ulici Valdštejnské, druhá nad Klárovem. Už vpád Pasovských roku 1611 ukázal nedostatečnost opevnění Prahy, ale teprve saský vpád roku 1631 a útok Švédů z roku 1648 upozornil na důležitost obrany Prahy pro Habsburky. Dobytí Prahy by mohlo ohrozit celou habsburskou říši. Po skončení třicetileté války bylo proto přikročeno k opravě stávajícího a stavbě nového opevnění. Na přelomu 17. a 18. století byly u Pražského hradu postaveny nové barokní hradby s bránou. Část hradeb na sever od Pražského hradu se nazývala Mariánské hradby, to podle kostela P. Marie od Ignáce Palliardiho z let 1756-61. Kostel byl zbořen roku 1792. Barokní hradby prokázaly svou odolnost v pruských válkách v polovině 18. století a Bruska či Písecká brána dodnes označuje jejich polohu. Na bráně je říšská orlice od Jana O. Mayera. Od roku 1828 jezdila od Bruské brány koňská dráha, od roku 1863 parní železnice do Lán.

### Černá (Hansturkovská) či také Strahovská
Strahovská brána také Černá či Hansturkovská je pražská zaniklá stavba, umístěná přibližně v místech dnešní ulice Nerudově, dříve Ostruhová, poblíž kostela P. Marie. Byla součástí prvního gotického opevnění z dob krále Přemysla Otakara II. z 13. století, uzavírající malostranský prostor proti Hradčanům a Strahovu. Původně se v dolní části jmenovala Strahovská. Horní části ulice za touto bránou (chodilo se tudy ke klášteru na Strahově), nacházející se již mimo hradby města, se od 14. do 17. století říkalo Na dláždění. Brána byla dvoudílná, s padacím mostem a cimbuřím. Stará Strahovská brána, nazývaná i Černá po barvě zdiva, později i Hansturkovská podle vedlejšího hostince Hanse Turka, byla zbourána až v roce 1711, kdy již dávno nesloužila svému účelu. V místech, kde stála, je dodnes patrný ozub, který dělí Nerudovu ulici na přibližně stejné poloviny. Roku 1611 tudy pronikli pasovští žoldnéři, pozvaní císařem Rudolfem II., kteří následně vyplenili Malou Stranu. Roku 1620 tudy prošla vojska Ferdinanda II. po vítězné bitvě na Bílé hoře a 1648 Švédové, aby se zmocnili Hradčan a Malé Strany. Ulice Ostruhová dostala svůj název podle krokví , německy Sparren, které byly kladeny na zem pro lepší pohyb po příkré ulici. V 17. a 18. století se ulice zvala Sporrengasse a z toho vzniklo nepochopením vzniklo Sporrengasse, česky Ostruhová. To platlo až do 19. století, kdy byla ulice přejmenována po Janu Nerudovi, který zde v domě č. 233-47 bydlel. 

### Matyášova brána
Matyášova brána byla postavena roku 1614 císařem Matyášem Habsburským  jako důstojný hlavní vstup do Pražského hradu. Brána uzavírá západní stranu hradního okrsku nad Hradem a Hradčanským náměstím. Je nejstarší světskou stavební památkou pražského baroka. Za autora je pokládán vincenzský stavitel Vincenzo Scamozzi. Původně stála volně a měla charakter triumfálního oblouku, až v letech 1763–71 byla obestavěna budovami čestného dvora (projekt N. Pacassi). Z brány stoupá vpravo Pacassiho schodiště, které vede do dnešních reprezentačních sálů. K nejvýznamnějším patří Trůnní, Brožíkův, Zrcadlový, Hudební a Společenský sál. Vlevo z brány vychází sloupová síň a reprezentační byt pro státní návštěvy, upravený Ottou Rothmayerem  roku 1936. 

## Vyšehradské brány
Vyšehrad patří mezi nejvýznamnější místa české historie, je to původní sídlo českých knížat a králů. Byl sídlem Bořivoje II., Vladislava I. a Soběslava I. Další panovníci přesídlili na Pražský hrad a Vyšehrad pozbyl svého významu. Až Karel IV. dal na Vyšehradě vybudovat gotický hrad, nechal obnovit královský palác a přestavět kapitulní chrám. V letech 1348 – 1350 zbudoval hradební opevnění, které Vyšehrad začlenilo do Nového Města. Tyto hradby byly poničeny v době husitských válek. V 17. století byl Vyšehrad přebudován v mohutnou vojenskou pevnost, jehož součástí byly právě  brány. Ke zrušení pevnosti došlo v roce 1866.

### Cihelná či Chotkova
Brána Chotkova, Cihelná či také Nová. Cihlová, pozdně empírová stavba a je součástí vyšehradského opevnění. Nechal ji postavit pražský místodržitel Karel Chotek podle projektu J. Weisse v letech 1841–1842. Středověkou předchůdkyní Cihelné brány bývala Jeruzalémská brána, stojící pravděpodobně vlevo (při pohledu z pevnosti) od brány stávající. Chotkova brána umožňuje také vstup do kasemat vybudovaných ve vyšehradských hradbách jako součást opevňovacích prací.

### Leopoldova brána
Leopoldova brána na pražském Vyšehradě je pokládána za nejkrásnější z Vyšehradských bran. Raně barokní Leopoldova brána byla vystavěna s největší pravděpodobností v 60. letech 17. století po skončení třicetileté války. Projektoval ji stavitel Carlo Antonio Lurago a byla součástí opevnění Prahy. Zatímco zadní strana brány je hladká, průčelní stěna je bohatě sochařsky zdobená. Její čelo je zdobeno pilastry a znaky, na samém vrcholu štítu je kamenná plastika orlice, kterou po stranách doplňují koule a o něco níže kamenné plastiky lvů. Brána je rovněž někdy nazývána jako Francouzská. V příkopu nalevo od brány je vstup do kasemat, které byly součástí obranných hradeb z roku 1742, z doby obsazení Prahy francouzskými vojáky. Počátkem 19. století byla brána zazděna, a až v roce 1841 po dostavbě Cihelné brány, kdy byla vyšehradská pevnost zprůjezdněna, byla vyzdívka odstraněna. 

### Špička
Brána zvaná ̥Špička střežila až do poloviny 17. století Vyšehrad. Tato gotická brána, byla postavena už v době Karla IV. Na svoji dobu byla velmi mohutná, korunovaná věžičkami (podle některých pramenů právě podle nich byla nazvána). Od ní vybíhaly na obě strany hradby s cimbuřím. Před branou býval hluboký příkop s padacím mostem. Ve své původní podobě se dochovala až do 17. století kdy zanikla s výstavbou nového barokního opevnění. V původní podobě měla brána podobu mohutné obdélné pevnůstky s průjezdem ve střední části a postranními traktry strážnic. Brána byla zvenčí uzavírána padací mříží. Nahoře její obvod obíhal ochoz se zmíněnými věžičkami. Z brány zůstaly jen fragmenty v prostoru mezi Táborskou a Leopoldovou bránou blízko Jedličkova ústavu v podobě přízemního domku naproti Jedličkovu ústavu. Dnes v něm sídlí Informační středisko. Zajímavé je, že podle brány bylo vytvořeno zrcadlové bludiště na Petříně. Tam lze dnes vidět, jak brána vypadala.

### Táborská brána
Táborská brána se nachází jihovýchodní části Vyšehradu. Byla postavena v letech 1655-56 jako součást předsunutého opevnění před Leopoldovou bránou chránící prostor směrem k Pankráci. Nepříliš zdobná, čistě účelová, pozdně renesanční stavba má v patře 4 střílny a v pilířích průjezdu jsou patrné vodící drážky padací brány, kterou byla brána původně opatřena. V prostoru před Táborskou branou u domku č.12 jsou zachovány zbytky někdejší pozdně gotické brány z doby vladislavské.

## Brány Starého a Nového Města (na pravém břehu Vltavy)

### Svatého Havla
Svatohavelská brána (Havelská, Nová) se nacházela na dnešním Můstku. Po sloučení Starého a Nového Města byla část příkopu s mostem, vedoucím k této bráně, zasypána. Zbytky kamenného mostu z 15. století, které k ní vedly je možné dodnes vidět ve vestibulu pražského metra ve stanici Můstek. Podle průzkumu je Svatohavelská brána dochována v zadním traktu domu čp. 404/12 zvaného Stará rychta v Rytířské ulici pod renesanční a klasicistní přestavbou. Podle archeologů stála ve střední části domu na prostoře 8,75 x 16,5 metru. Po obou stranách měla hranolové věže. Stará rychta vznikla okolo roku 1232 a byla sídlem rychtáře nově založeného Havelského města. Byla tedy jistým způsobem vládní budovou. V budově se úřadovalo, probíhaly tu soudy, byl zde také čilý kupecký ruch, bylo tu pohostinství, dokonce se zde pořádaly i šermířské turnaje. Hostovali tu kejklíři a komedianti, předváděla se zde divadelní představení. V domě je ukryt prostor s opukovými žebry dvou křížových gotických kleneb, pokládaný starším bádáním za průjezd brány. Celé těleso brány by tak bylo 26 metrů široké, průjezd sám měl mít šířku 16 metrů. Dvoumetrová hradební zeď tvoří hranici mezi dvěma sousedními domy. Z brány by se tak dochoval nejen průjezd , ale i vrchní patra až k vrcholům gotických štítů, což je výška rovnající se 20 metrům.  Je pravděpodobné, že můstky přes hradní příkop Starého Města pražského mělo všech třináct bran staroměstského opevnění, vybudovaného v 1. polovině 13. století. Název Můstek se zachoval jen u tzv. brány Havelské. V těchto místech se zřejmě chodili nejčastěji z jednoho města do druhého a proto název zůstal zachován. Můstek byl zasypán nejpozději v 1. polovině 16. století.

### Horská či Odraná
Horská brána s věží stávala poněkud východněji než dnešní Prašná brána. Byla součástí fortifikačního opevnění. Svůj název Horská získala proto, že směřovala ke Kutné Hoře. Brána časem zpustla, a tak si vysloužila název "valva lacerata" či brána Odraná. Věž, která stála při bráně byla v době Václava IV. spojena s královským dvorem, který se v té době rozkládal na místě dnešního Obecního domu. Roku 1348 vzniklo Nové Město, které de facto krylo od východu historickou část města. Brána tím ztratila svůj obranný význam a město ji nechalo chátrat.  Na jejím místě nechal postavit roku 1475 král Vladislav Jagellonský na náklady Starého města pražského jako součást opevnění Starého města pražského Prašnou bránu..

### Koňská brána
Koňská brána, také brána sv. Prokopa stávala v místech, kde dnes stojí Národní muzeum. Postavena byla v polovině 14. století při založení Nového Města Karlem IV. jako největší a nejmohutnější brána v pražském opevnění. Měla tři mohutné průjezdy a nahoře kamenný ochoz. V roce 1836 prodělala empírovou přestavbu vídeňským architektem Peterem Nobilem. Zbořena byla v roce 1875 pro výstavbu Národního muzea. 

### Nová či Svatohavelská
Byla postavena na místě původní, později zbořené brány Horské (ústila na cestu do Kutné Hory). Zbořena byla roku 1874-75 při výstavbě Senovážného náměstí.Nejvýstavnější byla brána Svatohavelská, později zvána Nová. 

### Poříčská či Špitálská
Poříčská brána (Špitálská brána) byla zbudována během budování gotického opevnění obklopujícího Nové Město pražské Karlem IV. po roce 1348. Špitálská se jí říkalo podle Špitálského pole, části území dnešního Karlína. Stála na místě dnes již zrušeného nádraží Těšnov. Při stavbě nových barokních hradeb po roce 1654 byla nahrazena novostavbou. Potřetí byla přestavěna v letech 1856 - 59 architektem Ludvíkem Tschaperem v novorománském slohu. Při rušení hradeb byla v roce 1873 byla zbourána. 

### Prašná brána
Prašná brána je vyústěním ulice Celetné do ulice Na Příkopě. Je zbytkem původního opevnění Starého Města pražského a zbudována na místě zchátralé brány Odrané. Základní kámen položil dne 30. 3. 1475 český král Vladislav II. Jagellonský a náklady neslo Staré Město pražské. Stala se symbolem bohatství Staroměstských a rostoucí moci měšťanstva, velkolepým vstupem do města i důstojným počátkem Královské cesty. Prvním stavitelem byl zednický mistr Václav ze Žlutic, který se silně inspiroval o století starší Staroměstskou mosteckou věží stavitele Petra Parléře (ta byla jakýmsi protějškem Nové brány na západní straně Starého Města). Protože Václav podle mínění konšelů na tak významnou stavbu nestačil, nastoupil roku 1478  na jeho místo Matěj Rejsek. Základy Prašné brány sahají až do hloubky 9 m pod úroveň dnešního terénu. Brána má čtvercový půdorys, plné zdi na severní a jižní straně jsou při zemi silné 2,1 m. Dřevěnou pavlačí byla věž až do roku 1568 spojena s Královým dvorem a její vnitřní prostory byly zřejmě příslušenstvím dvora; v prvním patře se dosud nalézá dobře zachovaný krb. Prašnou je nazývána od konce 17. století, kdy se věž stala prachárnou, skladištěm střelného prachu. Vchod do brány je z roku 1592 z doby primátora Václava Krocína z Drahobejle. Roku 1757 byla brána pruskou střelbou poškozena a proto roku 1799 zbavena poškozených kamenných ozdob. V r. 1823 byla věž opatřena hodinami. V letech 1875 - 86 věž restauroval architekt Josef Mocker. Při té příležitosti dostala věž dnešní pseudogotickou podobu. Dostala také sochy králů významných pro dějiny Starého Města a další plastické ozdoby od sochařů Jindřicha Čapka, Bernarda Seelnga, J. Strachovského, Ludvíka Šimka a Antonína Wildta. Prašná brána je dnes vysoká 65 m, na vyhlídkový ochoz ve výšce 43 m vede 186 schodů. 

### Slepá brána
Slepá brána (Svinská, Brána svatého Jana) z poloviny 17. století stávala do roku 1874 při ústí dnešní ulice Ječné. 

### Svatého Štěpána
Brána svatého Štěpána stávala na konci dnešní Bartolomějské ulice. Od 13. století do roku 1789 stál u brány románský kostel sv. Štěpána Menš. (ve zdi), upravený roku 1439. 

### Svatého Valentina
Brána svatého Valentina postavená v 2. polovině 13. století uzavírala ulici Svatovalentinskou, dnešní Kaprovu. Ulice dostala své jméno podle prastarého románského farního kostela Sv. Valentina. První zmínka o tomto kostelu pochází už z roku 1253 a stával zde až do roku 1794. Svatovalentinská ulice ( dnešní Kaprova) je jednou z nejstarších městských komunikací, vedla z tržiště, dnešního Staroměstského náměstí, k brodu přes Vltavu a snad i k původnímu mostu.  Brána byla v roce 2017  odkrytá v suterénu nárožního domu, který se nalézá na rohu Křižovnické a Kaprovy ulice.

### Zderazská
Zderazská brána (Brána svatého Martina) vstoupila do českých dějin roku 1310 jako brána, kterou vstoupil do Prahy český král a moravský markrabě Jan Lucemburský. České země dostal jako léno od svého otce Jindřicha VII. Lucemburského, císaře Sv. říše římské. Jan Lucemburský musel ovšem nejprve Prahu, ve které dosud kraloval Jindřich Korutanský, dobýt. V tom mu pomohli pražští řezníci. Prosekali či otevřeli Zderazskou městskou bránu, stojící v místě dnešního Perštýna. Jindřich Korutanský s manželkou Annou Přemyslovnou z Prahy uprchl. 